# Obsolence
Obsolence (z lat. obsoletus, zastaralý; adjektivum obsoletní, někdy nesprávně uváděno obsolentní) je pojem právní teorie, označující neúčinnost právní normy, která je ale stále formálně platná, protože nebyla předepsaným způsobem zrušena. V tomto smyslu se obsolence týká jen právních předpisů, či jen jejich částí, případně normativních smluv, když rozhodnutí obecné právní normy neobsahují. Pro pojmenování těchto právních předpisů se pak v praxi užívají i adjektiva jako „vyhaslý“, „mrtvý“ či „překonaný“. Vzhledem k tomu, že právní předpis není jednoznačně zrušen, má obsolence poměrně neurčitý charakter a její působení je v konkrétních případech otázkou právního výkladu. Pokud je však prokázána, má prakticky stejné účinky, jako kdyby došlo ke zrušení daného právního ustanovení, protože obsoletní právní norma už nemůže nikoho zavazovat, nemůže zakládat, měnit nebo rušit individuální práva a povinnosti. 
Podstatou obsolence je vyčerpání dané právní normy, zejména pokud byla určena k jednorázové aplikaci a ta již proběhla. Takovým ustanovením byl např. § 871 odst. 1 dřívějšího občanského zákoníku, kterým jednorázově došlo k transformaci práva osobního užívání bytu na nájem. Případně mohla řešit i více situací, nicméně ty už od určité doby nemohou objektivně nastat. Typickým příkladem takového obsoletního právního předpisu jsou v českém právu některé dekrety prezidenta republiky, např. dekret prezidenta republiky č. 108/1945 Sb., o konfiskaci nepřátelského majetku a Fondech národní obnovy, o kterém se Ústavní soud vyjádřil tak, že „již splnil svůj účel a po dobu více než čtyř desetiletí již nezakládá právní vztahy“.
Vzhledem k tomu, že obsolence právní normy pouze zneplatňuje, ale neruší, liší se tím od desuetudinis, které způsobuje úplný zánik právní normy. Obsolencí také není derogace, tedy klasické zrušení právní normy, ať už výslovné (derogační klauzulí v novém právním předpisu), nebo mlčky díky uznávaným právním zásadám, když je přijata novější (lex posterior derogat priori, pozdější zákon ruší dřívější), či specializovanější právní úprava (lex specialis derogat generali, zvláštní zákon ruší obecný), než je ta dosavadní.